# La Celle (Puy-de-Dôme)
La Celle es una comuna francesa situada en el departamento de Puy-de-Dôme, en la región de Auvernia-Ródano-Alpes.

## Demografía
| 223 | 187 | 152 | 115 | 100 | 88 | 81 |
| Para los censos de 1962 a 1999 la población legal corresponde a la población sin duplicidades (Fuente: INSEE [Consultar]) |     |     |     |     |    |    |